# Shrink (Album)
Shrink ist das vierte Album der Weilheimer Independent-Band The Notwist. Es erschien am 15. Mai 1998 über das Label Community im Vertrieb von Virgin Schallplatten.

## Entstehungsgeschichte
Die Arbeiten an Shrink begannen im März 1997. Vorher stieg Martin Gretschmann als festes Bandmitglied ein und war von da an für die Elektronik verantwortlich. Für das Album tat man sich mit dem Produzenten-Team Galore (Mario Thaler und Olaf Opal) zusammen. Die Aufnahmen fanden im Uphon Studio in Weilheim statt und wurden immer wieder durch Tourneen unterbrochen. Das Album erschien im Mai 1998 in Deutschland, international wurde das Album am 18. September 1998 veröffentlicht. Allerdings ging Notwists US-amerikanische Plattenfirma pleite, so dass das Album in den Vereinigten Staaten erst am 22. Juli 2003 veröffentlicht wurde.
Ausgekoppelt wurden die beiden Singles Day 7 (1997) und Chemicals (1998). Das Album erreichte Platz 49 der deutschen Albencharts.

## Titelliste
1. Day 7 – 5:55
2. Chemicals – 5:15
3. Another Planet – 4:30
4. Moron – 4:46
5. Electric Bear – 4:28
6. No Encores – 4:25
7. N. L. – 5:36
8. Shrink – 4:24
9. Your Signs – 6:46
10. 0-4 – 2:19

## Musik und Bedeutung
Shrink wird allgemein als großer Schritt in der Entwicklung der Band gesehen. Es hebt sich besonders durch die nicht mehr länger punkig, sondern durch Einflüsse aus Electronica, Ambient und Jazz geprägte Spielart hervor. Zwar wurde dieser Schritt schon beim Vorgängeralbum 12 vollzogen, doch verfeinerten sich jetzt die elektronischen und jazzigen Elemente der Musik. Tatsächlich vergleicht Adrien Begrand von PopMatters.com die Innovation mit dem Album Kid A von Radiohead und spekuliert darüber, wie groß The Notwist 1998 hätten werden können, wenn ihre US-amerikanische Plattenfirma nicht bankrottgegangen wäre. Insbesondere die Kritiker sowohl in den Vereinigten Staaten, als auch in Deutschland, lobten 1998 das Album als sehr innovativ und wegweisend, während die Fans zunächst einmal auf Distanz gingen.